# Bento Banha Cardoso
Bento Banha Cardoso foi um administrador colonial português que exerceu o cargo de Capitão-General na Capitania-Geral do Reino de Angola entre 1611 e 1615, tendo sido antecedido por Manuel Pereira Forjaz e sucedido por Manuel Cerveira Pereira, no seu segundo mandato. 